# Švédsko na Letních olympijských hrách 1924
Švédsko na Letních olympijských hrách 1924 ve francouzské Paříži reprezentovalo 159 sportovců, z toho 146 mužů a 13 žen. Nejmladším účastníkem byl Olle Rinman (16 let, 114 dní), nejstarší pak Ernst Linder (56 let, 91 dní). Reprezentanti vybojovali 29 medaile, z toho 4 zlaté, 13 stříbrných a 12 bronzových.

## Medailisté
| Medaile | Jméno                                                                                              | Sport             | Disciplína                                   |
| ------- | -------------------------------------------------------------------------------------------------- | ----------------- | -------------------------------------------- |
| Zlato   | Ernst Linder                                                                                       | Jezdectví         | Jednotlivci - drezura                        |
| Zlato   | Åke Thelning Axel Ståhle Åge Lundström                                                             | Jezdectví         | Družstvo mužů parkurové skákání              |
| Zlato   | Bo Lindman                                                                                         | Moderní pětiboj   | Muži jednotlivci                             |
| Zlato   | Carl Westergren                                                                                    | Zápas             | řecko-římský do 82,5 kg                      |
| Stříbro | Edvin Wide                                                                                         | Atletika          | Muži běh na 10 000 m                         |
| Stříbro | Erik Bylehn Nils Engdahl Arthur Svensson Gustaf Weijnarth                                          | Atletika          | Muži štafeta 4 × 400 m                       |
| Stříbro | Gunnar Lindström                                                                                   | Atletika          | Muži hod oštěpem                             |
| Stříbro | John Jansson                                                                                       | Skoky do vody     | Muži věž (5 a 10 m)                          |
| Stříbro | Bertil Sandström                                                                                   | Jezdectví         | Jednotlivci - drezura                        |
| Stříbro | Claës König Gustaf Hagelin Carl Gustaf Lewenhaupt Torsten Sylvan                                   | Jezdectví         | Družstvo mužů jezdecká všestrannost          |
| Stříbro | Gustaf Dyrssen                                                                                     | Moderní pětiboj   | Muži jednotlivci                             |
| Stříbro | Otto Hultberg Mauritz Johansson Fredric Landelius Karl Richter Karl-Gustaf Svensson Alfred Swahn   | Sportovní střelba | Družstvo mužů 100 m běžící jelen, jedna rána |
| Stříbro | Vilhelm Carlberg                                                                                   | Sportovní střelba | Muži 25 m rychlopalná pistole                |
| Stříbro | Arne Borg                                                                                          | Plavání           | Muži 1 500 m volný styl                      |
| Stříbro | Arne Borg                                                                                          | Plavání           | Muži 400 m volný styl                        |
| Stříbro | Rudolf Svensson                                                                                    | Zápas             | volný styl do 87 kg                          |
| Stříbro | Rudolf Svensson                                                                                    | Zápas             | řecko-římský do 82,5 kg                      |
| Bronz   | Sten Pettersson                                                                                    | Atletika          | Muži 110 metrů překážek                      |
| Bronz   | Edvin Wide                                                                                         | Atletika          | Muži běh na 5 000 m                          |
| Bronz   | Gunnar Sköld Erik Bohlin Ragnar Malm                                                               | Cyklistika        | Družstvo mužů hromadný start                 |
| Bronz   | Hjördis Töpel                                                                                      | Skoky do vody     | Ženy věž 10 m                                |
| Bronz   | Nils Hellsten                                                                                      | Šerm              | Muži jednotlivci kord                        |
| Bronz   | Švédská fotbalová reprezentace                                                                     | Fotbal            | turnaj mužů                                  |
| Bronz   | Bertil Uggla                                                                                       | Moderní pětiboj   | Muži jednotlivci                             |
| Bronz   | Alfred Swahn                                                                                       | Sportovní střelba | Muži 100 m běžící jelen, dvě rána            |
| Bronz   | Edward Benedicks Axel Ekblom Mauritz Johansson Fredric Landelius Karl-Gustaf Svensson Alfred Swahn | Sportovní střelba | Družstvo mužů 100 m běžící jelen, dvě rány   |
| Bronz   | Aina Bergová Gurli Ewerlund Jane Gylling Wivian Pettersson Hjördis Töpel                           | Plavání           | Ženy štafeta 4×100 m volný styl              |
| Bronz   | Åke Borg Arne Borg Thor Henning Gösta Persson, Orvar Trolle Georg Werner                           | Plavání           | Muži štafeta 4×200 m volný styl              |
| Bronz   | Erik Malmberg                                                                                      | Zápas             | řecko-římský do 62 kg                        |